# Dylan Teuns
Dylan Teuns (Diest, 1 maart 1992) is een Belgisch wielrenner die sinds 2025 rijdt voor Cofidis.
Vanaf 2025 zal Dylan Teuns uitkomen voor Cofidis, voor de komende twee seizoenen.

## Carrière
Hij won in 2022 de Waalse Pijl, nadat hij er in 2017 al derde eindigde. In juli en augustus 2017 wist hij op drie weken tijd de Ronde van Wallonië, Ronde van Polen en Arctic Race of Norway te winnen. In de Ronde van Frankrijk 2019 won hij etappe 6 op La Planche des Belles Filles. De etappe was een van de zwaarste bergetappes met stijgingspercentages van boven de 24%. Enkele maanden later vroeg hij op diezelfde berg zijn vriendin ten huwelijk. Dat jaar droeg hij ook één dag de rode trui in de Ronde van Spanje 2019 en eindigde hij twaalfde in het eindklassement. In de Tour van 2021 won hij opnieuw een etappe. In 2022 werd hij tot ereburger van de stad Halen benoemd.

## Palmares

### Overwinningen
2008
La Gleize
2010
Omloop Het Nieuwsblad (junioren)
2013
1e etappe Triptyque Ardennais
2014
Jongerenklassement Ronde van Utah
3e etappe Ronde van Bretagne
Jongerenklassement Ronde van Bretagne
Zonhoven
Linden
3e etappe Ronde van de Aostavallei
Sint-Lambrechts-Herk
5e etappe Ronde van de Toekomst
2015
3e etappe Critérium du Dauphiné (ploegentijdrit)
2017
3e en 5e etappe Ronde van Wallonië
Eind- en puntenklassement Ronde van Wallonië
3e etappe Ronde van Polen
Eindklassement Ronde van Polen
1e en 4e etappe Arctic Race of Norway
Eind-, punten- en jongerenklassement Arctic Race of Norway
2019
2e etappe Critérium du Dauphiné
6e etappe Ronde van Frankrijk
2020
5e etappe Ruta del Sol (individuele tijdrit)
2021
8e etappe Ronde van Frankrijk
2022
Waalse Pijl
1e etappe Ronde van Romandië

### Resultaten in voornaamste wedstrijden
| Jaar | Ronde van Italië | Ronde van Frankrijk | Ronde van Spanje |
| ---- | ---------------- | ------------------- | ---------------- |
| 2015 |                  |                     |                  |
| 2016 |                  |                     | 100e             |
| 2017 | 75e              |                     |                  |
| 2018 |                  |                     | 33e              |
| 2019 |                  | 44e (1)             | 12e              |
| 2020 |                  |                     |                  |
| 2021 |                  | 17e (1)             |                  |
| 2022 |                  | 19e                 |                  |
| 2023 |                  | 35e                 |                  |
| 2024 |                  |                     | 74e              |
| 2025 |                  | 90e                 |                  |

| Jaar | Milaan-San Remo | Gent-Wevelgem | Ronde van Vlaanderen | Parijs-Roubaix | Amstel Gold Race | Luik-Bast.‑Luik | Ronde van Lombardije | Brabantse Pijl | Waalse Pijl | Omloop Het Nieuwsblad |  | WK op de weg |  | Wereldranglijsten |
| ---- | --------------- | ------------- | -------------------- | -------------- | ---------------- | --------------- | -------------------- | -------------- | ----------- | --------------------- |  | ------------ |  | ----------------- |
| 2015 |                 |               |                      |                | 64e              | 31e             | 70e                  | 40e            | 13e         | 38e                   |  |              |  |                   |
| 2016 |                 |               |                      |                | 18e              | 17e             |                      | 28e            | 30e         |                       |  |              |  |                   |
| 2017 |                 | 90e           |                      |                | 44e              | 24e             |                      | 33e            | ↑           |                       |  | 72e          |  | 51e (UWT)         |
| 2018 |                 |               |                      |                | 25e              | 20e             | ↑                    | 7e             | 30e         |                       |  | 29e          |  | 38e (UWT)         |
| 2019 | opgave          |               |                      |                | 64e              | 9e              | opgave               | 66e            | 14e         | 5e                    |  | 37e          |  | 70e (UWR)         |
| 2020 | 70e             | 10e           | 11e                  |                |                  | 27e             |                      | 12e            | 75e         | 18e                   |  |              |  |                   |
| 2021 |                 |               | 35e                  |                | 33e              | 34e             | 37e                  | 7e             | 32e         | 40e                   |  | 27e          |  |                   |
| 2022 |                 |               | 6e                   | opgave         | 10e              | 6e              |                      | 8e             | ↑           |                       |  |              |  |                   |
| 2023 |                 |               | 37e                  |                |                  |                 | opgave               |                |             |                       |  |              |  |                   |
| 2024 |                 |               | 8e                   |                | 15e              | 15e             | 26e                  | ↑              | opgave      | 22e                   |  |              |  |                   |
| 2025 |                 |               | 41e                  |                | 46e              | 88e             |                      | 30e            | opgave      | 45e                   |  |              |  |                   |

### Resultaten in kleinere rondes
| Jaar | Parijs-Nice | Tirreno-Adriatico | Ronde van Catalonië | Ronde van het Baskenland | Ronde van Romandië | Critérium du Dauphiné | Ronde van Zwitserland | Ronde van Polen |
| ---- | ----------- | ----------------- | ------------------- | ------------------------ | ------------------ | --------------------- | --------------------- | --------------- |
| 2015 |             |                   | 52e                 |                          |                    | 64e                   |                       | opgave          |
| 2016 |             |                   |                     |                          |                    |                       | opgave                |                 |
| 2017 | 96e         |                   |                     | opgave                   |                    |                       |                       | ↑ (1)           |
| 2018 | 6e          |                   |                     | 11e                      |                    | 54e                   |                       | 5e              |
| 2019 | 17e         |                   |                     | 24e                      |                    | 6e (1)                |                       |                 |
| 2020 | opgave      | 49e               |                     |                          |                    | 91e                   |                       |                 |
| 2021 | 20e         |                   |                     |                          |                    | 25e                   |                       | 8e              |
| 2022 |             |                   | 12e                 |                          | 30e (1)            | opgave                |                       |                 |
| 2023 |             |                   | 32e                 |                          |                    |                       | 9e                    |                 |
| 2024 |             |                   | opgave              |                          |                    |                       |                       |                 |

(*) tussen haakjes aantal individuele etappe-overwinningen

## Ploegen
- 2011 –  Jong Vlaanderen-Bauknecht
- 2012 –  Bofrost-Steria
- 2013 –  Ventilair-Steria Cycling Team
- 2014 –  BMC Development Team (tot 31-7)
- 2014 –  BMC Racing Team (stagiair vanaf 1-8)
- 2015 –  BMC Racing Team
- 2016 –  BMC Racing Team
- 2017 –  BMC Racing Team
- 2018 –  BMC Racing Team
- 2019 –  Bahrain-Merida
- 2020 –  Bahrain McLaren
- 2021 –  Bahrain-Victorious
- 2022 –  Bahrain-Victorious (tot 4-8)
- 2022 –  Israel-Premier Tech (vanaf 5-8)
- 2023 –  Israel-Premier Tech
- 2024 –  Israel-Premier Tech
- 2025 –  Cofidis

Broeders · De Neef · De Winter · Dupont · Durant · Hoorne · Lepla · Pieters · Steels · Teuns · Van Coppernolle · Van den Abeele · K.Vandyck · N.Vandyck · Verraes · Verwaest · Wastyn
Broeders · De Poortere · De Winter · Dupont · Durant · Lepla · Ruyters · Schets · Teuns · Van Coppernolle · Van den Abeele · Van Herck · Van Hoovels · Van Lerberghe · Vandenbogaerde · N.Vandyck · Verraes · Vervaeke · Verwaest · Wastyn · Roelandts (stagiair) 
Calleeuw · Cools · Dupont · Durant · Lepla · Luyten · Peeters · Pols · Roelandts · Ruyters · Teuns · Van Coppernolle · Van Hoovels · Van Lerberghe · Vandewiele · Vandromme · Vanspeybroeck · Wastyn
Atapuma · Bookwalter · Burghardt · Cummings · Dennis · Dillier · Eijssen · Evans · Gilbert · Hermans · Hushovd · Kohler · Lander · Lodewyck · Moinard · Morabito · Nerz · Oss · Phinney · Quinziato · Sánchez · Schär · Stetina · Van Avermaet · Van Garderen · Velits · Warbasse · Wyss · Zabel · Davison (stagiair) · Teuns (stagiair) · Vliegen (stagiair) 
Atapuma · Bookwalter · Burghardt · Caruso · De Marchi · Dennis · Dillier · Drucker · Evans · Flakemore · Gilbert · Hermans · Küng · Lodewyck · Moinard · Oss · Phinney · Quinziato · Rosskopf · Sánchez · Schär · Senni · Stetina · Teuns · Van Avermaet · Van Garderen · Velits · Vliegen · Wyss · Zabel · Bohli (stagiair) · Frankiny (stagiair) · Gerts (stagiair)
Atapuma · Bohli · Bookwalter · Burghardt · Caruso · De Marchi · Dennis · Dillier · Drucker · Gerts · Gilbert · Hermans · Küng · Moinard · Oss · Phinney · Porte · Quinziato · Rosskopf · Sánchez · Schär · Senni · Teuns · Van Avermaet  · Van Garderen · Velits · Vliegen · Wyss · Zabel · Eisenhart (stagiair) · Lienhard (stagiair)
Bohli · Bookwalter · Caruso · De Marchi · Dennis · Dillier · Drucker · Elmiger · Frankiny · Gerts · Hermans · Küng · Moinard · Oss · Porte · Quinziato · Roche · Rosskopf · Sánchez · Schär · Scotson · Senni · Teuns · Van Avermaet  · van Garderen · Van Hooydonck · Ventoso · Vliegen · Wyss · Müller (stagiair) · Welten (stagiair)
Bettiol · Bevin · Bohli · Bookwalter · Caruso · De Marchi · Dennis   · Drucker · Frankiny · Gerrans · Küng · Porte · Roche · Roelandts · Rosskopf · Schär · Scotson · Teuns · Van Avermaet  · van Garderen · Van Hooydonck · Ventoso · Vliegen · Wyss
Agnoli · Arashiro · Bauhaus · Bole · Caruso · Colbrelli · Dennis     · Feng · García · Garosio · Haussler · Koren · Mohorič · A. Nibali · V. Nibali · Novak · Padoen · Pernsteiner · Pibernik · Pozzovivo · Sieberg · Teuns · Tratnik · Wang · Williams
Arashiro · Battaglin · Bauhaus · Bilbao · Bole · Buitrago · Capecchi · Caruso · Cavendish · Colbrelli · Davies · Feng · García Cortina · Haller · Haussler · Inkelaar · Landa · Mohorič · Novak · Padoen · Pernsteiner · Pibernik · Poels · Sieberg · Teuns · Tratnik · Valls · Williams · Wright
Arashiro · Bauhaus · Bilbao · Buitrago · Capecchi · Caruso · Colbrelli  · Davies · Feng · Jack · Haller · Haussler · Inkelaar · Landa · Madan · Mäder · Milan· Mohorič · Novak · Padoen · Pernsteiner · Poels · Sieberg · Teuns · Tratnik · Valls · Williams · Wright
Arashiro · Bauhaus · Bilbao · Buitrago · Caruso · Colbrelli · Feng · Govekar (vanaf 1/6) · Gradek · Haig · Haussler · Landa · Maciejuk · Madan · Mäder · Milan· Mohorič · Novak · Osorio (tot 31/3) · Pernsteiner · Poels · Price-Pejtersen · Sánchez · Sütterlin · Teuns (tot 4/8) · Tratnik · Williams · Wright · Zambanini · Miholjević (stagiair)
Barbier · Berwick · Bevin · Biermans · Boivin · Brändle · Cataford · Clarke · De Marchi · Dowsett · Einhorn · Froome · Fuglsang · Goldstein · Hagen · Hermans · Hollenstein · Houle · Impey · Jones · Neilands · Niv · Nizzolo · Piccoli · Sagiv (tot 3/8) · Strong · Teuns (vanaf 5/8) · Van Asbroeck · Vanmarcke · Woods · Würtz Schmidt · Zabel · Riccitello (stagiair)
Berwick · Boivin · Clarke · Einhorn · Frigo · Froome · Fuglsang · Gee · Goldstein · Hermans · Hollenstein · Hollyman · Houle · Impey · Jones · Neilands · Nizzolo · Pozzovivo (vanaf 6/3) · Reynders · Riccitello · Sagiv · Schultz · Strong · Teuns · Van Asbroeck · Vanmarcke (tot 7/7) · Williams · Woods · Würtz Schmidt · Zabel · Gilmore (stagiair) · Sheehan (stagiair)
Ackermann · Bennett · Blackmore (vanaf 3/5) · Boivin · Clarke · Einhorn · Frigo · Froome · Fuglsang · Gee · Hofstetter · Hollyman · Houle · Kogut · Neilands · Pickrell · Raisberg · Riccitello · Sagiv · Schultz · Schwarzmann · Sheehan · Stewart · Strong · Teuns · Van Asbroeck · Vernon · Williams · Woods · Würtz Schmidt · Zabel (tot 2/5) · Brown (stagiair)
Allegaert · Aniołkowski · Aranburu · Buchmann · Carr · Coquard · De Gendt · Debeaumarché · Ferron · Finé · Fretin · Herrada · Izagirre · Izquierdo · Knight · Lastra · Maas · Mahoudo · Maisonobe · Moniquet · Oldani · Ourselin · Perez · Renard · Robeet · Samitier · Teuns · Thomas · Toumire · Touzé